# Lukostřelba na Letních olympijských hrách 1992
Lukostřelba na Letních olympijských hrách 1992. 

## Medailisté

### Muži
| Kategorie   | Zlato                                                               | Stříbro                                                      | Bronz                                                                   |
| ----------- | ------------------------------------------------------------------- | ------------------------------------------------------------ | ----------------------------------------------------------------------- |
| Jednotlivci | Sébastien Flute · Francie (FRA)                                     | Chung Jae-Hun · Jižní Korea (KOR)                            | Simon Terry · Velká Británie (GBR)                                      |
| Družstvo    | Španělsko (ESP) · Juan Holgado · Alfonso Menéndez · Antonio Vázquez | Finsko (FIN) · Ismo Falck · Jari Lipponen · Tomi Poikolainen | Velká Británie (GBR) · Steven Hallard · Richard Priestman · Simon Terry |

### Ženy
| Kategorie     | Zlato                                                              | Stříbro                                             | Bronz                                                                                    |
| ------------- | ------------------------------------------------------------------ | --------------------------------------------------- | ---------------------------------------------------------------------------------------- |
| Jednotlivkyně | Cho Youn-Jeong · Jižní Korea (KOR)                                 | Kim Soo-Nyung · Jižní Korea (KOR)                   | Natalia Valejevová · Sjednocený tým (EUN)                                                |
| Družstvo      | Jižní Korea (KOR) · Cho Youn-Jeong · Kim Soo-Nyung · Lee Eun-Kyung | Čína (CHN) · Ma Xiangjun · Wang Hong · Wang Xiaozhu | Sjednocený tým (EUN) · Lyudmila Arzhanikova · Khatouna Kvrivichvili · Natalia Valejevová |

## Medailové pořadí
| Pořadí | Země                 | Zlato | Stříbro | Bronz | Celkově |
| ------ | -------------------- | ----- | ------- | ----- | ------- |
| 1.     | Jižní Korea (KOR)    | 2     | 2       | 0     | 4       |
| 2.     | Francie (FRA)        | 1     | 0       | 0     | 1       |
| 2.     | Španělsko (ESP)      | 1     | 0       | 0     | 1       |
| 4.     | Čína (CHN)           | 0     | 1       | 0     | 1       |
| 4.     | Finsko (FIN)         | 0     | 1       | 0     | 1       |
| 6.     | Velká Británie (GBR) | 0     | 0       | 2     | 2       |
| 6.     | Sjednocený tým (EUN) | 0     | 0       | 2     | 2       |